# Beija-flor-cinzento
Beija-flor-cinzento ou nectarínia-cinzenta (Cyanomitra veroxii) é uma espécie de ave da família Nectariniidae.
Pode ser encontrada nos seguintes países: Quénia, Malawi, Moçambique, Somália, África do Sul, Essuatíni e Tanzânia.